# NGC 6568
NGC 6568 is een open sterrenhoop in het sterrenbeeld Boogschutter. Het hemelobject werd op 26 mei 1786 ontdekt door de Duits-Britse astronoom William Herschel.

## Synoniemen
- OCL 28
- ESO 590-SC6